# Pavage petit rhombitrihexagonal
Le pavage petit rhombitrihexagonal ou pavage de Diane est, en géométrie, un pavage semi-régulier du plan euclidien, constitué de triangles équilatéraux, de carrés et d'hexagones. C'est le dual du pavage trihexagonal deltoïdal.